# セルゲイ・クーセヴィツキー
セルゲイ・クーセヴィツキー（Serge Koussevitzky, 実名はSergei Aleksandrovich Koussevitzky, 1874年7月26日 - 1951年6月4日）は、ユダヤ系ロシア人の指揮者、作曲家、コントラバス奏者。ロシア革命以後は主にアメリカ合衆国で活動し、ボストン交響楽団の常任指揮者を1924年から1949年まで務めた。
本来の発音に近づけるとクセヴィーツキイの表記になり、広く用いられる「クーセヴィツキー」の表記はフランス語表記からの転写重訳による。クセヴィツキーの表記が用いられることもある。

## 経歴
1874年に退役軍楽士で職人の父アレクサンドル・クーセヴィツキ―と母アンナ・バラベイチェクの間に生まれる。モスクワ・フィルハーモニー協会音楽演劇学校（現ロシア舞台芸術大学）で音楽を学んだ後、名コントラバス奏者として活動を始める。1902年には『コントラバス協奏曲 嬰ヘ短調 作品3』を作曲。1908年にベルリンで指揮者デビューを果たし、翌年には自前のオーケストラを創設。富裕なロシア人女性ナターリヤと結婚し、夫人の援助によって楽譜出版社を設立、スクリャービンやラフマニノフ、メトネル、ストラヴィンスキーなどの作曲家の版権を得るなど、ロシア革命まで精力的に活動した。
1920年にボリシェヴィキ政権を嫌ってパリに脱出、1924年にボストン交響楽団常任指揮者に任命され、アメリカに移住（1941年にアメリカ合衆国市民権を取得）。それから25年にわたって、ボストン交響楽団を、単にアメリカ合衆国の一流オーケストラとしてだけではなく、世界的水準を持ったオーケストラに育て上げ、同楽団はアメリカ五大オーケストラの一つに数えられるようになる。サマー・コンサートやタングルウッド音楽祭における教育プログラムも、クーセヴィツキーの発案による。録音も数多く残しており、しばしばCDにも復刻されている。録音のほとんどは評論家から好意をもって迎えられてきた。クーセヴィツキーの著名な門人にレナード・バーンスタインがいる。
クーセヴィツキーは、それまでドイツ音楽偏重で、しかも、どちらかといえば保守的な趣味に偏りがちだったボストンの聴衆に、スラヴ系やフランスの音楽を本格的・積極的に紹介した。
クーセヴィツキーは、同時代の音楽の偉大な擁護者であり、いち早くロシア時代にスクリャービン後期の前衛的な作品を出版・上演するほど徹底していた。また、ストラヴィンスキーの『管楽器のための交響曲』（1921年初演）、オネゲルの『パシフィック231』（1924年初演）、プロコフィエフの交響曲第2番（1925年初演）、タンスマンの『交響曲第2番イ短調』 (1927年初演) 、コープランドのピアノ協奏曲（1927年初演）など、多くの作品の初演を手がけた。
さらに、クーセヴィツキーは内外の作曲家に多くの作品を委嘱した。初期の例に、ラヴェルによる『展覧会の絵』の編曲（1922年）や、レスピーギによる『音の絵』の編曲（1929年）、W.シューマンのアメリカ祝典序曲（1930年）がある。
特に、1931年のボストン交響楽団創立50周年記念のための委嘱作品としては、
- ストラヴィンスキーの『詩篇交響曲』
- オネゲルの交響曲第1番
- プロコフィエフの交響曲第4番
- ルーセルの交響曲第3番
- ハンソンの交響曲第2番

が挙げられる。
1942年にクーセヴィツキー財団を設立し、多くの作曲家に新作を委嘱。これによって、バルトークの『管弦楽のための協奏曲』、ブリテンのオペラ『ピーター・グライムズ』、コープランドの『交響曲第3番』、メシアンの『トゥーランガリラ交響曲』が作曲された。

## 作品
作曲家としては、『コントラバス協奏曲 嬰へ短調』作品3のほかにコントラバスのソロとピアノのためのアンコール・ピースを4曲残した。
- アンダンテ（Andante）Op.1, No.1
- 小さなワルツ（Valse Miniature）Op.1, No.2
- 悲しみの歌（Chanson Triste）Op.2
- ユモレスク（Humoresque）Op.4

いずれも愛らしく親しみやすい、ロマン派音楽の伝統にしたがっている。協奏曲について、一説には楽曲構成やオーケストレーションにグリエールなど友人作曲家の手を借りたとされているが、これについては協奏曲とグリエールの作曲様式の類似性に対して否定的な意見も出ている。なお、これらの曲のコントラバス・ソロに要求される演奏技巧は、協奏曲の一部分を除けば特別に至難であるというものではないとされる。
クーセヴィツキーの遺産であるアマティのコントラバスは、現在ゲーリー・カーの愛器となっている。また、クーセヴィツキーの遺品としてカフスボタンがバーンスタインに贈られたが、彼は生涯にわたり、指揮台に出る前にこのカフスボタンにキスする習慣を持っていた。また、自らの息子にはクーセヴィツキーの名を採ってAlexander Serge Leonard（アレグザンダー・サージ・レナード）と命名している。